# Oreogrammitis pilifera
Oreogrammitis pilifera är en stensöteväxtart som först beskrevs av Ravi och J.Joseph, och fick sitt nu gällande namn av Barbara S. Parris. Oreogrammitis pilifera ingår i släktet Oreogrammitis och familjen Polypodiaceae. Inga underarter finns listade.